# Mariella
Mariella è un film muto italiano del 1915 diretto da Vincenzo Denizot.